# Hypericum reinosae
Hypericum reinosae är en johannesörtsväxtart som beskrevs av A. Ramos Núñez. Hypericum reinosae ingår i släktet johannesörter, och familjen johannesörtsväxter. Inga underarter finns listade i Catalogue of Life.